# Эльзенайм
Эльзена́йм или Эльзенгейм (фр. Elsenheim) — коммуна на северо-востоке Франции в регионе Гранд-Эст (бывший Эльзас — Шампань — Арденны — Лотарингия), департамент Нижний Рейн, округ Селеста-Эрстен, кантон Селеста. До марта 2015 года коммуна административно входила в состав упразднённого кантона Маркольсайм (округ Селеста-Эрстен).
Площадь коммуны — 9,61 км², население — 781 человек (2006) с тенденцией к росту: 837 человек (2013), плотность населения — 87,1 чел/км².

## Население
Население коммуны в 2011 году составляло 818 человек, в 2012 году — 819 человек, а в 2013-м — 837 человек.
| 1962 | 1968 | 1975 | 1982 | 1990 | 1999 | 2006 | 2008 | 2011 | 2012 | 2013 |
| ---- | ---- | ---- | ---- | ---- | ---- | ---- | ---- | ---- | ---- | ---- |
| 599  | 593  | 575  | 572  | 637  | 679  | 781  | 797  | 818  | 819  | 837  |

Динамика населения:

## Экономика
В 2010 году из 539 человек трудоспособного возраста (от 15 до 64 лет) 454 были экономически активными, 85 — неактивными (показатель активности 84,2 %, в 1999 году — 72,7 %). Из 454 активных трудоспособных жителей работали 414 человек (226 мужчин и 188 женщин), 40 числились безработными (13 мужчин и 27 женщин). Среди 85 трудоспособных неактивных граждан 26 были учениками либо студентами, 36 — пенсионерами, а ещё 23 — были неактивны в силу других причин.

## Достопримечательности (фотогалерея)

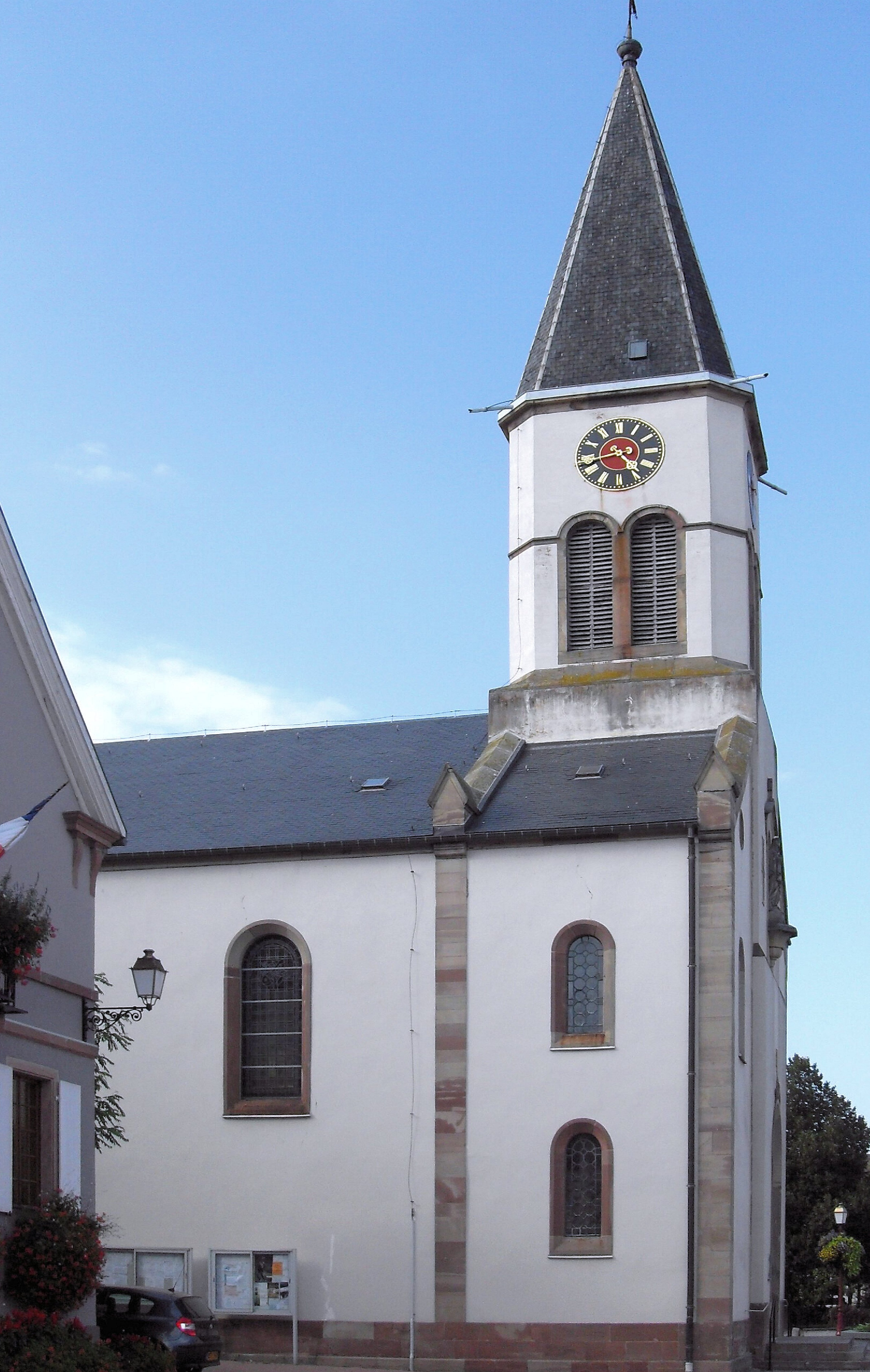
Церковь